# Großalmerode
Großalmerode è un comune tedesco di 6 255 abitanti situato nel land dell'Assia.